# 漣健児
漣 健児（さざなみ けんじ、1931年2月4日 - 2005年6月6日）は、日本の作詞家、訳詞家。本名：草野 昌一（くさの しょういち）。本名名義で編集者、実業家として活動し『ミュージック・ライフ』編集長、シンコーミュージック・エンタテイメント会長を務めた。

## 来歴・人物
東京府東京市牛込区（現・東京都新宿区）出身。早稲田大学第一商学部在学中の1951年9月、父・草野貞二が経営する新興音楽出版社（現：シンコーミュージック・エンタテイメント）から雑誌『ミュージック・ライフ』を復刊し（貞二が1938年に創刊した『歌の花籠』をベースとし、1946年に創刊された『ミュージック・ライフ』の復活）初代編集長を務めた。
1958年4月、新興楽譜出版社専務取締役に就任。以来、同社社長、会長に就任後も終生「センム」の愛称で通した。
日本の音楽出版ビジネスの先駆者であり、1960年に音楽出版業務を開始。1965年には、音楽出版社として日本で初めて原盤制作を行う（マイク真木「バラが咲いた」）。また同年、音楽出版社から初めてJASRAC理事に就任。
1966年、アメリカ・テネシー州知事から、ビートルズの全米公演同行取材中の長谷部宏と星加ルミ子とともに「テネシー州名誉市民証」を授与された。
1973年には音楽出版社の統一団体・音楽出版社協会（MPA）設立（それまで新興など出版社系が所属する日本音楽出版社協会（NOSK）と、日音、PMP（現フジパシフィック音楽出版）など放送局系が所属する全日本音楽出版社連盟（JAMP）の2つの団体があった）に尽力。
1978年、カントリー・ミュージック協会国際委員としてホワイトハウスに招待される。日本の音楽関係者では草野が唯一である。1980年にはMPA会長に就任。1998年に日本レコード大賞功労賞、1999年に藍綬褒章、日本音楽著作権協会60周年特別賞、2003年に音楽出版社協会30周年功労賞を受ける。
2005年6月6日、膵臓癌のため文京区内の病院で死去。74歳没。葬儀は近親者だけで行われたが、同年7月12日、都内のホテルで「お別れの会」が営まれ、田辺靖雄・九重佑三子夫妻、湯川れい子、小林克也、チューリップの財津和夫、森山良子、あべ静江、山下達郎・竹内まりや夫妻、元プリンセス・プリンセスメンバー全員など、多数が出席した。
実弟の草野浩二は東芝EMIの名物ディレクター。長男、草野弓彦、次男の草野夏矢は現シンコーミュージック・エンタテイメント社長。

### 訳詞家・漣健児
1959年には「新田宣夫」名義で「赤鼻のトナカイ」などの訳詞を手がけていたが、漣健児名義で初めて訳詞を手がけたのは、坂本九「ステキなタイミング」（1960年）。その他代表作としては、飯田久彦「ルイジアナ・ママ」、ナット・キング・コール「L-O-V-E」、中尾ミエ「可愛いベイビー」など、総数は400を越える。ただし、ザ・カーナビーツの「オブラディ・オブラダ」に代表されるように、訳詞というよりは超訳と表現されるものも多い。（他には朝日のあたる家）
また、「みナみカズみ」というペンネームは、当時シンコー・ミュージックがコントロールしており、草野昌一、安井かずみを始めとし、複数の人がこの名前で訳詞をしていたという。後に、安井かずみがこの名前を引き継ぎ訳詞家として活躍することとなる。